# Piz Nair (Albula)
De Piz Nair is een berg in de Albula-alpen in het Zwitserse kanton Graubünden.
De berg ligt iets ten noorden van Sankt Moritz en maakt deel uit van het skigebied Corviglia. De top is eenvoudig te bereiken door middel van een kabelbaan, maar kan ook lopend bereikt worden.